# Ударний комплект
Ударний комплект — група бойових літаків з різними можливостями, які запускають разом для виконання одного бойового завдання.
Цей термін зазвичай застосовують до атак по наземних цілях. До ударного комплекту входять: бомбардувальники; винищувачі, які захищають бомбардувальники від ворожої авіації; літаки, призначені для боротьби з зенітно-ракетними комплексами; літаки-розвідники для проведення передрейдової та післярейдової розвідки; літаки-танкери, які дають змогу розширити радіус місії. У деяких випадках всі ці ролі може виконувати один літак, що несе різні типи устаткування.
Ударні комплекти є тактичною адаптацією до ситуації значних загроз (наявності ворожих винищувачів, комплексів ППО) і є менш ефективними, ніж була би група, яка повністю складається з винищувачів, за умови незначного спротиву. Часто лише 40 % літаків в ударному комплекті устатковані для удару по основній наземній цілі. Тактика ударного комплекту відмовляється від постійного контролю цільової території з повітря на користь непостійній присутності. Це утворює періоди часу, в які загроза з повітря є назначною, що дає відносну свободу дії наземним військам противника.